# Discografia de The Pussycat Dolls
A discografia de The Pussycat Dolls, um grupo musical feminino, consiste em dois álbuns de estúdio, dois álbuns de compilação, seis extended plays (EP), quatro álbuns de vídeo e dezasseis singles (incluindo três promocionais).
O álbum de estúdio de estreia, PCD, foi lançado pela editora discográfica A&M Records nos Estados Unidos em Setembro de 2005. O single de estreia do grupo, "Don't Cha", com participação do rapper Busta Rhymes, alcançou o primeiro lugar das tabelas musicais do Reino Unido, Austrália e Canadá, e também o segundo posto nos EUA. O disco também incluiu os singles "Stickwitu", outro número um no Reino Unido; "Beep", com participação do cantor e produtor musical will.i.am; "Buttons", com participação do rapper Snoop Dogg; "I Don't Need a Man" e "Wait a Minute", este último com participação de Timbaland. PCD atingiu o seu pico no quinto posto da Billboard 200 nos EUA, e recebeu o certificado de disco de platina por duas vezes pela Recording Industry Association of America (RIAA). Recebeu também o mesmo certificado por três vezes pela Australian Recording Industry Association (ARIA) e pela British Phonographic Industry (BPI). Em Setembro de 2008, foi lançado o segundo trabalho de estúdio do grupo, Doll Domination, cuja melhor colocação foi a quarta nos EUA, RU e Austrália; o disco recebeu o certificado de platina pela ARIA e um disco de ouro pela BPI. Doll Domination gerou os singles "When I Grow Up"; "Whatcha Think About That", com participação de Missy Elliott; "I Hate This Part"; "Bottle Pop", a sua segunda colaboração com Snoop Dogg; "Jai Ho! (You Are My Destiny)", que alcançou o primeiro posto em dezassete países; e "Hush Hush; Hush Hush".
Em 2010, foi anunciado o desmembramento do grupo. Durante a sua carreira, The Pussycat Dolls vendeu ao todo mais de 50 milhões de singles é álbuns no mundo, o que faz da banda um dos grupos femininos que mais vendeu na história.

## Álbuns

### Álbuns de estúdio
| Detalhes do álbum                                                                                 | Melhores posições nas tabelas | Melhores posições nas tabelas | Melhores posições nas tabelas | Melhores posições nas tabelas | Melhores posições nas tabelas | Melhores posições nas tabelas | Melhores posições nas tabelas | Melhores posições nas tabelas | Melhores posições nas tabelas | Melhores posições nas tabelas | Vendas                                               | Certificações |
| Detalhes do álbum                                                                                 | EUA                           | ALE                           | AUS                           | CAN                           | IRL                           | NZL                           | PB                            | PRT                           | RU                            | SUI                           | Vendas                                               | Certificações |
| ------------------------------------------------------------------------------------------------- | ----------------------------- | ----------------------------- | ----------------------------- | ----------------------------- | ----------------------------- | ----------------------------- | ----------------------------- | ----------------------------- | ----------------------------- | ----------------------------- | ---------------------------------------------------- | --- |
| PCD - 13 de Setembro de 2005 - A&M Records - CD, download digital                                 | 5                             | 6                             | 8                             | 2                             | 7                             | 1                             | 9                             | 12                            | 7                             | 9                             | - Mundo: 10 000 000 - EUA: 2 900 000 - RU: 1 300 000 | - BPI: 4× Platina - ARIA: 3× Platina - RIAA: 2× Platina - RMNZ: 2× Platina - IRMA: 2× Platina - MC: 2× Platina - BVMI: Platina - FIIF (SUI): Ouro - SNEP: Ouro |
| Doll Domination - 19 de Setembro de 2008 - A&M Records, Interscope Records - CD, download digital | 4                             | 10                            | 4                             | 3                             | 6                             | 8                             | 24                            | 25                            | 4                             | 7                             | - Mundo: 5 000 000 - RU: 300 000                     | - ARIA: Platina - IRMA: Platina - MC: Platina - BPI: Platina - BVMI: Ouro - FIIF (SUI): Ouro - SNEP: Ouro                                                      |

### Álbuns de compilação
| Detalhes do álbum                                                                     | Observações |
| ------------------------------------------------------------------------------------- | --- |
| Doll Domination 2.0 - 24 de Abril de 2009 - Interscope Records - CD, download digital | - Lançado apenas na Austrália. - Apresenta duas canções novas: "Painted Windows" e "Top of the World".                                         |
| Doll Domination 3.0 - 10 de Agosto de 2009 - Polydor Records - CD, download digital   | - Lançado apenas no Reino Unido. - Apresenta todas as canções do álbum original e de The Mini Collection, e ainda "Perhaps, Perhaps, Perhaps". |

### Ábuns de vídeo
| Detalhes do álbum                                                                                     | Observações |
| --- | --- |
| Pussycat Dolls: Live from London - 5 de Dezembro de 2006 - A&M Records - DVD                          | - Realizado por: Chris Applebaum e Benny Boom - Contém uma apresentação do grupo em Londres, Inglaterra, gravada em 2006. - Incluiu vídeo musicais e extras.                                                         |
| The Pussycat Dolls: Live From Manchester - 14 de Março de 2007 - A&M Records - DVD, download digital  | - Concerto ao vivo em Manchester, Inglaterra. |
| The Pussycat Dolls: Live from Control Room - 6 de Abril de 2007 - A&M Records - DVD, download digital | - Contém quatro vídeos musicais. |
| The Pussycat Dolls: World Tour Domination - 2009 - A&M Records - Pulseira USB                         | - Uma pulseira USB era disponibilizada ao fim de cada concerto da digressão, contendo o concerto do dia. |
| Robin Antin's Pussycat Dolls Workout - 15 de Dezembro de 2009 - Anchor Bay Studios                    | - Vídeo de exercício com Robin Antin, Nicole Scherzinger, Jamie Lee Ruiz e Chrystina Sayers. - Inclui a coreografia de "Don’t Cha" e "Buttons" e um estilo de dança burlesco. - Entrevistas com Antin e Scherzinger. |
| Robin Antin's Pussycat Dolls 2: Dancer’s Body Workout - 4 de Outubro de 2011 - Anchor Bay Studios     | - Realizado por Andrea Ambandos. - Vídeo instrucional de exercícios físicos estrelando Robin Antin. |

## Extended plays
| Detalhes do álbum                                                                                     | Melhores posições nas tabelas | Vendas       | Observações |
| Detalhes do álbum                                                                                     | RU                            | Vendas       | Observações |
| --- | ----------------------------- | ------------ | --- |
| Don't Cha: The Remixes - 19 de Julho de 2005 - A&M Records - Download digital                         | —                             |              | - Contém cinco remixes de "Don't Cha".                                                                                            |
| Sessions@AOL - 4 de Julho de 2006 - A&M Records - Download digital                                    | —                             |              | - Contém versões acústicas de "Stickwitu", "Don't Cha" e "Buttons".                                                               |
| I Don't Need a Man - 19 de Janeiro de 2007 - A&M Records - Download digital                           | —                             |              | - Contém "I Don't Need a Man", "Don't Cha" e "Buttons".                                                                           |
| Whatcha Think About That: The Remixes - 21 de Outubro de 2008 - Interscope Records - Download digital | —                             |              | - Contém dois remixes de "Whatcha Think About That".                                                                              |
| I Hate This Part: The Remixes EP - 3 de Fevereiro de 2009 - Interscope Records - Download digital     | —                             |              | - Contém quatro remixes de "I Hate This Part".                                                                                    |
| Doll Domination: The Mini Collection - 24 de Abril de 2009 - Polydor Records - CD, download digital   | 9                             | - RU: 70 000 | - Tem apenas 6 faixas. - Foi lançado exclusivamente no Reino Unido. - Inclui 4 singles de Doll Domination e mais 2 novas canções. |
| "—" denota itens que não entraram na tabela musical ou não foram lançados nesse território.           |                               |              | |

## Singles
| Ano                                                                                         | Canção                                                                                 | Melhores posições nas tabelas | Melhores posições nas tabelas | Melhores posições nas tabelas | Melhores posições nas tabelas | Melhores posições nas tabelas | Melhores posições nas tabelas | Melhores posições nas tabelas | Melhores posições nas tabelas | Melhores posições nas tabelas | Melhores posições nas tabelas | Vendas        | Certificações                                                                                        | Álbum           |
| Ano                                                                                         | Canção                                                                                 | EUA                           | ALE                           | AUS                           | CAN                           | FRA                           | PB                            | IRL                           | NZL                           | SUI                           | RU                            | Vendas        | Certificações                                                                                        | Álbum           |
| ------------------------------------------------------------------------------------------- | -------------------------------------------------------------------------------------- | ----------------------------- | ----------------------------- | ----------------------------- | ----------------------------- | ----------------------------- | ----------------------------- | ----------------------------- | ----------------------------- | ----------------------------- | ----------------------------- | ------------- | --- | --------------- |
| 2005                                                                                        | "Don't Cha" (com participação de Busta Rhymes)                                         | 2                             | 1                             | 1                             | 1                             | 6                             | 2                             | 1                             | 1                             | 1                             | 1                             | - RU: 915 000 | - ARIA: 2× Platina - RIAA: Platina - FIIF (AUT): Platina - PMB: Ouro - FIIF (SUI): Ouro - RMNZ: Ouro | PCD             |
| 2005                                                                                        | "Stickwitu"                                                                            | 5                             | 11                            | 2                             | 3                             | 17                            | 2                             | 2                             | 1                             | 6                             | 1                             |               | - ARIA: Platina - RIAA: Platina - RMNZ: Ouro                                                         | PCD             |
| 2006                                                                                        | "Beep" (com participação de will.i.am)                                                 | 13                            | 5                             | 3                             | 5                             | 10                            | 2                             | 2                             | 1                             | 6                             | 2                             |               | - ARIA: Ouro - RMNZ: Ouro                                                                            | PCD             |
| 2006                                                                                        | "Buttons" (com participação de Snoop Dogg)                                             | 3                             | 4                             | 2                             | 5                             | 12                            | 6                             | 4                             | 1                             | 3                             | 3                             |               | - RIAA: Platina - ARIA: Platina - PMB: Ouro - RMNZ: Ouro - BEA: Ouro                                 | PCD             |
| 2006                                                                                        | "I Don't Need a Man"                                                                   | 93                            | 11                            | 6                             | 7                             | 12                            | 4                             | 9                             | 7                             | 15                            | 7                             |               | - ARIA: Ouro                                                                                         | PCD             |
| 2006                                                                                        | "Wait a Minute" (com participação de Timbaland)                                        | 28                            | 27                            | 16                            | 24                            | —                             | 7                             | —                             | 24                            | 41                            | 108                           |               | | PCD             |
| 2008                                                                                        | "When I Grow Up"                                                                       | 9                             | 7                             | 1                             | 3                             | 1                             | 21                            | 2                             | 1                             | 1                             | 3                             | - RU: 412 000 | - ARIA: Platina - RMNZ: Ouro                                                                         | Doll Domination |
| 2008                                                                                        | "Whatcha Think About That" (com participação de Missy Elliott)                         | 70                            | —                             | 66                            | —                             | —                             | —                             | 12                            | —                             | —                             | 9                             |               | | Doll Domination |
| 2008                                                                                        | "I Hate This Part"                                                                     | 11                            | 12                            | 7                             | 5                             | 3                             | 27                            | 9                             | 9                             | 9                             | 12                            |               | - PMB: Ouro - ARIA: Ouro - BEA: Ouro - RIAA: Platina - RMNZ: Ouro                                    | Doll Domination |
| 2009                                                                                        | "Bottle Pop" (com participação de Snoop Dogg ou Devolo)                                | —                             | 17                            | 88                            | —                             | —                             | —                             | —                             | 17                            | —                             | —                             |               | | Doll Domination |
| 2009                                                                                        | "Jai Ho! (You Are My Destiny)" (e A. R. Rahman com participação de Nicole Scherzinger) | 15                            | 28                            | 1                             | 4                             | 3                             | 42                            | 1                             | 2                             | 7                             | 3                             | - RU: 605 000 | - ARIA: Platina - RMNZ: Platina - FIIF (FIN): Ouro                                                   | Doll Domination |
| 2009                                                                                        | "Hush Hush; Hush Hush"                                                                 | 73                            | 2                             | 1                             | 5                             | 44                            | —                             | 13                            | —                             | 30                            | 17                            |               | - ARIA: Ouro                                                                                         | Doll Domination |
| 2020                                                                                        | "React"                                                                                | —                             | —                             | —                             | —                             | —                             | —                             | 23                            | —                             | 75                            | 29                            |               | | A ser anunciado |
| "—" denota itens que não entraram na tabela musical ou não foram lançados nesse território. |                                                                                        |                               |                               |                               |                               |                               |                               |                               |                               |                               |                               |               | |                 |

1. ↑  "Whatcha Think About That" foi lançado apenas nos Estados Unidos, Canadá, Reino Unido e Irlanda.
2. ↑  "Bottle Pop" teve um lançamento limitado que ocorreu apenas na Oceânia e na Alemanha.

### Singlespromocionais
| Ano                                                                                         | Canção                      | Melhores posições nas tabelas | Melhores posições nas tabelas | Observações | Álbum               |
| Ano                                                                                         | Canção                      | EUA                           | CAN                           | Observações | Álbum               |
| ------------------------------------------------------------------------------------------- | --------------------------- | ----------------------------- | ----------------------------- | --- | ------------------- |
| 2004                                                                                        | "Sway"                      | —                             | —                             | - Gravado para o filme Shall We Dance?; - Foi lançado apenas nos Estados Unidos.                                  | PCD                 |
| 2007                                                                                        | "Right Now" (versão da NBA) | —                             | —                             | - Lançado como uma promoção para NBA on ABC nos Estados Unidos. - Lançado como single digital nos Estados Unidos. | PCD                 |
| 2009                                                                                        | "Top of the World"          | 79                            | 53                            | - Lançado nos Estados Unidos e Canadá com intenção de promover a série de TV The City.                            | Doll Domination 2.0 |
| "—" denota itens que não entraram na tabela musical ou não foram lançados nesse território. |                             |                               |                               | |                     |

## Aparições em álbuns
| Ano  | Canção                                                                                   | Álbum                       |
| ---- | ---------------------------------------------------------------------------------------- | --------------------------- |
| 2005 | "Disco Bitch" (Jazze Pha & Cee-Lo com participação de The Pussycat Dolls)                | Happy Hour                  |
| 2008 | "Grown Man" (New Kids On The Block com participação de Teddy Riley e The Pussycat Dolls) | The Block                   |
| 2009 | "Bad Girl"                                                                               | Confessions of a Shopaholic |

## Vídeos musicais
| Ano  | Canção                         | Realizador(a)     |
| ---- | ------------------------------ | ----------------- |
| 2004 | "Sway"                         | Steve Antin       |
| 2005 | "Don't Cha"                    | Paul Hunter       |
| 2005 | "Stickwitu"                    | Nigel Dick        |
| 2005 | "Beep"                         | Benny Boom        |
| 2006 | "Buttons"                      | Francis Lawrence  |
| 2006 | "I Don't Need a Man"           | Chris Applebaum   |
| 2006 | "Wait a Minute"                | Marc Webb         |
| 2008 | "When I Grow Up"               | Joseph Kahn       |
| 2008 | "Whatcha Think About That"     | Diane Martel      |
| 2008 | "I Hate This Part"             | Joseph Kahn       |
| 2009 | "Bottle Pop"                   | Thomas Kloss      |
| 2009 | "Jai Ho! (You Are My Destiny)" | Thomas Kloss      |
| 2009 | "Hush Hush; Hush Hush"         | Rich Lee          |
| 2020 | "React"                        | Bradley and Pablo |